# برف (رمان)
برف (به ترکی استانبولی: Kar) یک رمان نوشته اورهان پاموک نویسنده اهل ترکیه است که در سال ۲۰۰۲ منتشر شد. این کتاب تنش‌ها و مشکلات سیاسی و فرهنگی ترکیه مدرن را به تصویر می‌کشد و توانسته‌است طنز و اوضاع اجتماعی و عرفان و همدلی میان شخصیت‌های داستان را در هم بیامیزد.

## طرح
اگرچه بیشتر بخش‌های اولیه داستان به صورت سوم شخص و براساس دیدگاه و از جانب کا بیان می‌شود. گاهی اوقات یک راوی که دوست کا است، داستان را براساس مکاتبات و گزارش‌های کا نقل می‌کند و گاهی اوقات اطلاعاتی به خواننده می‌دهد که خود کا بعداً از آن آگاه می‌شود یا برخی وقایع را از قبل خبر می‌دهد. داستان در شهر قارص اتفاق می‌افتد که برای کا به نوعی بیگانه به نظر می‌آید چون شهر قارص به علت اینکه مدتی پادگان روسیه بوده‌است، شبیه به دیگر شهرهای ترکیه نیست. کا یک شاعر است که پس از ۱۲ سال تبعید سیاسی از آلمان به ترکیه بازگشته است. او چند هدف و انگیزه دارد یکی اینکه افزایش شمار خودکشی را بررسی کند اما مهم‌ترین هدف او دیدار با زنی است که عاشقش بوده‌است. برف به مدت سه روز راه‌های ارتباطی به شهر قارص را می‌بندد و کا در این مدت با یک کمونیست سابق، یک سکولاریست، یک ملی‌گرای فاشیست و یک مسلمان افراطی و یک مسلمان میانه‌رو و جوانان کرد و … دیدار و گفتگو می‌کند.
موضوع اصلی نزاع سکولاریته و اعتقادات مذهبی است ولی ارجاعاتی به تاریخ قرن بیستم ترکیه نیز هست.

## خلاصه
شاعری تبعید شده به نام «کا»، به ترکیه بازمی‌گردد و به شهر متروکهٔ قارص سفر می‌کند. هدف ظاهری او از آمدن به این شهر، تهیهٔ گزارش از موج خودکشی بین دخترانی مذهبی است که از داشتن روسری و حجاب، منع شده‌اند؛ اما خاطرات کا از دختری جذاب به نام ایپک، که به تازگی طلاق گرفته، نیز درآمدن او به این شهر نقش داشته‌اند. کا پس از گذشت مدتی درمی یابد که افراد گوناگونی، از همسر سابق ایپک گرفته تا تروریستی کاریزماتیک، در تعقیب او هستند. در رمان برف، هدیه ای گمشده به شکلی کاملاً ناگهانی به صاحبش بازمی‌گردد، نمایش یک تئاتر به قتل‌عامی خونین تبدیل می‌شود.